# 佐倉希実
佐倉 希実（さくら のぞみ、1987年10月13日 - ）は三重県出身の元イベントコンパニオン。旧芸名は華原希（かはらのぞみ）。2008年9月より有限会社ラハイナに所属し、グラビアアイドルとしての活動も始めた。しかし、2009年6月のFresh!ナイト撮影会とブログ更新を最後に、芸能活動を休止している。

## 出演

### イベント
- 東京ゲームショウ2007 - 冠乔（グアンシャオ、深圳冠乔包装制品有限公司）ブース
- AOUアミューズメントエキスポ2008 - 日本ユニカブース、森多このみと共に出演

※その他、Frech!撮影会など多数。

### WEB
- どっきりクイーン